# Entella rudebecki
Entella rudebecki es una especie de mantis de la familia Mantidae.

## Distribución geográfica
Se encuentra en Lesoto.